# (24691) 1990 RH3
(24691) 1990 RH3 est un astéroïde de la ceinture principale d'astéroïdes découvert en 1990.

## Description
(24691) 1990 RH3 a été découvert le 14 septembre 1990 à l'observatoire Palomar, situé au nord de San Diego en Californie, par Henry E. Holt.

### Caractéristiques orbitales
L'orbite de cet astéroïde est caractérisée par un demi-grand axe de 2,99 UA, un périhélie de 2,67 UA, une excentricité de 0,11 et une inclinaison de 10,30° par rapport à l'écliptique. Du fait de ces caractéristiques, à savoir un demi-grand axe compris entre 2 et 3,2 UA et un périhélie supérieur à 1,666 UA, il est classé, selon la JPL Small-Body Database, comme objet de la ceinture principale d'astéroïdes.

### Caractéristiques physiques
(24691) 1990 RH3 a une magnitude absolue (H) de 12,6 et un albédo estimé à 0,057.